# Argentinos
Argentinos são os cidadãos da Argentina ou os seus descendentes no exterior. A nação argentina é uma sociedade multiétnica, ou seja, é a nação de pessoas de diferentes origens étnicas. Como resultado, o povo argentino não considera a sua nacionalidade como uma etnia, mas como cidadania, composta por várias etnias. Além da população indígena, quase todos os argentinos ou os seus antepassados emigraram nos últimos cinco séculos.
De acordo com o censo de 2010 realizado pelo Instituto Nacional de Estatística e Censos da Argentina (INDEC), a Argentina tinha uma população de 40 091 359 habitantes, dos quais 1 805 957, ou 4,6%, haviam nascido em outros países. A taxa de crescimento da população em 2008 foi estimada em 0,917% ao ano, com uma taxa de natalidade de 16,32 nascidos vivos por mil habitantes e uma taxa de mortalidade de 7,54 mortes por mil habitantes.
A população argentina há muito tempo apresenta uma das mais baixas taxas de crescimento demográfico da América Latina (recentemente, cerca de um por cento ao ano) e também goza de uma taxa de mortalidade infantil relativamente baixa. Surpreendentemente, porém, sua taxa de natalidade ainda é quase duas vezes maior (2,3 filhos por mulher) do que a de países como Espanha ou Itália, apesar de serem sociedades comparáveis culturalmente e demograficamente. A idade média é de aproximadamente 30 anos e a expectativa de vida ao nascer é de 77,14 anos.

## Ancestralidade
No período colonial, a população argentina foi formada pela miscigenação dos povos indígenas pré-colombianos com uma população colonizadora de origem espanhola e com alguns poucos escravos da África Subsaariana. Até meados do século XIX, a composição étnica da Argentina era muito semelhante à de outros países da América hispânica, com grande parte da população sendo formada por descendentes mestiços de homens espanhóis com mulheres indígenas.

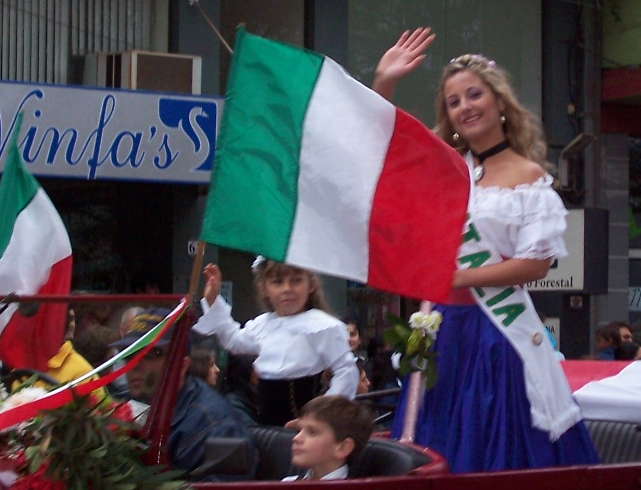
Festa italiana na cidade de Oberá, na província de Misiones. Grande parte da população argentina é descendente de italianos.

Entre 1870 e 1929, cerca de 6 milhões de imigrantes europeus chegaram à Argentina, a grande maioria de italianos e espanhóis. Apenas os Estados Unidos receberam mais imigrantes europeus que a Argentina. Essa imigração em massa tem origem nas ideias liberais do político argentino Juan Bautista Alberdi, o qual influenciou na redação da Constituição Argentina de 1853 e cunhou a frase "gobernar es poblar" ("governar é povoar"). A partir de então, a Argentina colocou em prática ideias políticas e econômicas liberais, que incluíam a imigração irrestrita de europeus para o país, os quais forneciam a mão de obra barata para o crescimento e a prosperidade da nação. Em 1908, a Argentina era um dos países mais ricos do mundo, com um rendimento per capita 70% superior ao da Itália, 90% superior ao da Espanha, 180% superior ao do Japão e 400% superior ao do Brasil.
Essa imigração europeia em massa mudou o rosto da sociedade argentina, tendo em vista que milhões de europeus chegaram a um país que tinha uma população relativamente pequena (a Argentina tinha 1 800 000 habitantes em 1869). Devido a essa imigração em massa, o poeta mexicano Octavio Paz escreveu que "os argentinos são italianos que falam espanhol e que acham que são franceses"  e costuma-se dizer que "os argentinos descendem dos barcos".
Porém, a ideia de que todos os argentinos são descendentes apenas de europeus é um mito que foi construído no país ao longo do século XX. A maciça imigração europeia não afetou todas as regiões argentinas na mesma proporção. De acordo com o censo nacional de 1914, 30% da população argentina era estrangeira, incluindo 50% da população da cidade de Buenos Aires; todavia os imigrantes eram apenas 2% nas províncias de Catamarca e La Rioja (região Noroeste).
Estudos genéticos mostram que, de fato, a Argentina é, depois do Uruguai, o país da América Latina onde a população tem, em geral, o maior grau de ancestralidade europeia. Porém, os mesmos estudos genéticos mostram que o argentino médio tem cerca de 19,4% de ancestralidade indígena, 78% europeia e 2,5% africana subsaariana. 56% da população argentina tem DNA mitocondrial ameríndio, ou seja, descende de uma mulher indígena na linha materna. Quanto mais distante de Buenos Aires, mais mestiça vai se tornando a população argentina e mais visível fica a ancestralidade indígena.

## Genética

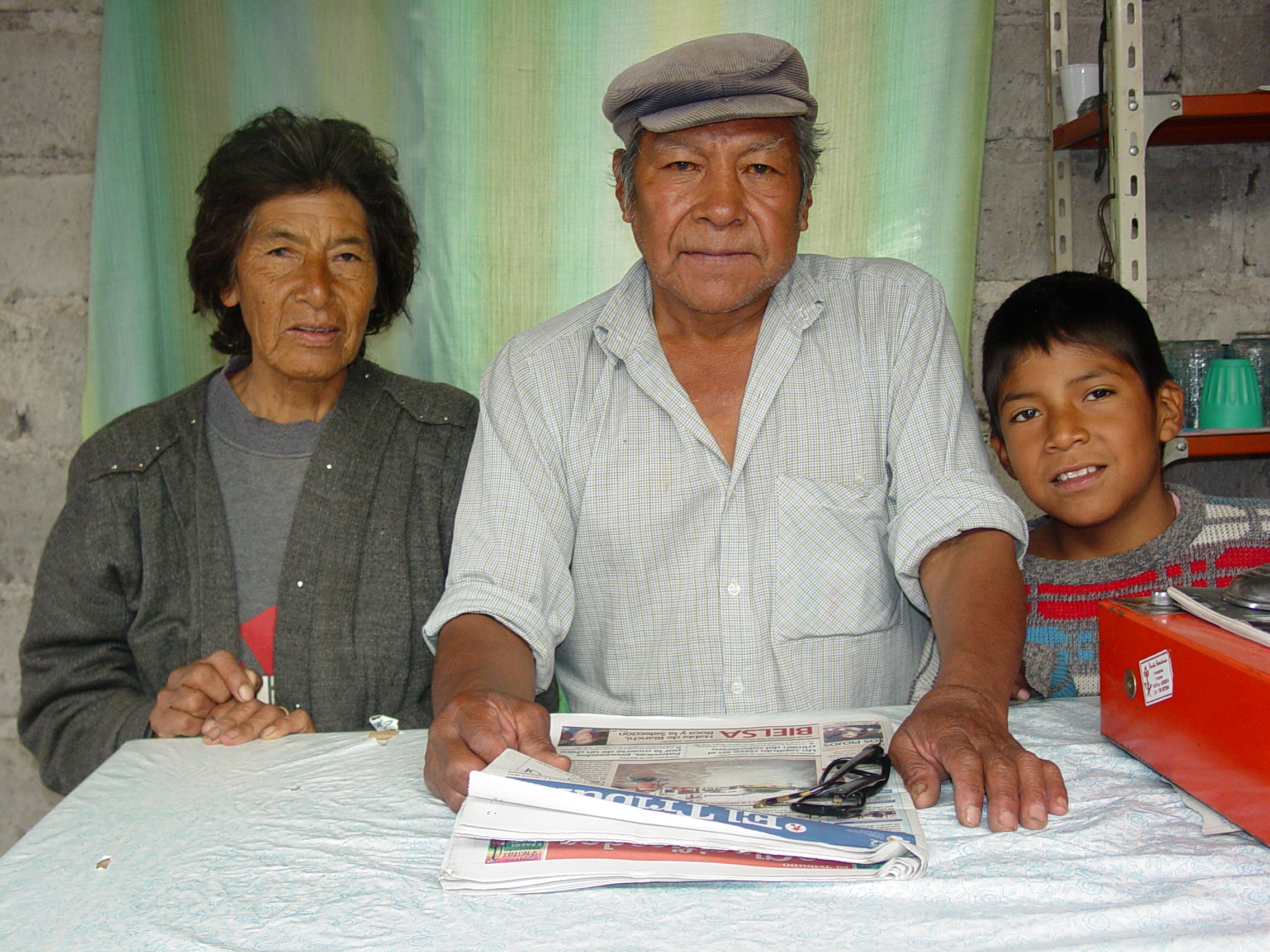
Descendentes de indígenas na província de Salta.

Na Argentina, a herança europeia é a predominante, mas com significativa herança indígena, e presença de contribuição africana também. Um estudo genético realizado em 2009 revelou que a composição da Argentina é 78,50% europeia, 17,30% indígena e 4,20% africana. De acordo com um estudo genético autossômico de 2012 a composição da Argentina é a seguinte: 65% europeia, 31% indígena e 4% africana. O estudo em questão observou variações regionais, com algumas partes sendo mais indígenas e outras europeias, não obstante elas todas sejam mescladas, variando apenas o grau de mistura.
Em Buenos Aires, um estudo genético encontrou contribuição indígena de 15,80% e africana de 4,30%. Na região de La Plata, as contribuições europeia, indígena e africana foram, respectivamente, 67,55% (+/-2,7), 25,9% (+/-4,3), e 6,5% (+/-6,4).

## Argentinos célebres
- Jorge Mario Bergoglio, Papa Francisco, papa da Igreja Católica.
- José de San Martín, general argentino cujas campanhas foram decisivas para as declarações de independência da Argentina, Chile e Peru.
- Manuel Belgrano, advogado, político, economista e militar. Autor da bandeira argentina.
- Domingo Faustino Sarmiento, político, maestro, escritor, presidente da Argentina.
- Juan Domingo Perón, político.
- Jorge Luis Borges, escritor.
- Astor Piazzolla, bandoneonista e compositor.
- Che Guevara, médico, político, escritor, jornalista e guerrilheiro.
- Juan Manuel Fangio, automobilista.
- Diego Maradona, ex-futebolista.
- Julio Cortázar, escritor.
- Carlos Saavedra Lamas, advogado, político, escritor, diplomata e Nobel da Paz.
- Carlos Gardel, cantor de tango.
- Eva Perón, política.
- Lionel Messi, futebolista.
- Alfredo Di Stéfano, ex-futebolista.
- Bernardo Houssay, fisiologista, Nobel de Fisiologia ou Medicina.
- Máxima dos Países Baixos, rainha dos Países Baixos.
- Martha Argerich, pianista.
- Daniel Barenboim, pianista, diretor musical.
- Quino, cartunista.
- Ernesto Sabato, escritor.
- Juan Martín del Potro, tenista.
- Manu Ginóbili, jogador de basquete.
- Valeria Mazza, modelo, empresária.
- Gabriela Sabatini, ex-tenista, uma das melhores tenistas femininas sul americanas.
- Mercedes Sosa, cantora.
- Luis Federico Leloir, médico, bioquímico e Nobel de Química.
- Gustavo Cerati, músico, cantor, compositor de Soda Stereo (uma das bandas mais importantes da história do rock ibero-americano).
- Libertad Lamarque, atriz.
- César Milstein, bioquímico, Nobel de Fisiologia ou Medicina.
- Luciana Aymar, jogadora de hóquei sobre a grama.
- Ricardo Darín, ator.